# فرانك بي. أرنولد
فرانك بي. أرنولد (بالإنجليزية: Frank B. Arnold)‏ هو محامي وسياسي أمريكي، ولد في 29 مارس 1839 في مقاطعة كلير في جمهورية أيرلندا، وتوفي في 11 ديسمبر 1890 في قرية أوناديلا في الولايات المتحدة. حزبياً، نشط في الحزب الجمهوري. وقد انتخب عضو جمعية ولاية نيويورك وانتخب عضو مجلس ولاية نيويورك.